# Нитрат гидроксиламмония
Нитрат гидроксиламмония или нитрат гидроксиламина — неорганическое соединение с химической формулой [NH3OH]+[NO3]-. Состоящая из двух ионов соль является результатом реакции гидроксиламина и азотной кислоты. В чистом виде при стандартных условиях представляет собой бесцветное гигроскопичное твёрдое вещество с температурой плавления 48°C. Химикат считался перспективным для использования в качестве ракетного топлива либо в виде смеси в монотопливе, либо в двухкомпонентном топливе — в твёрдом состоянии в ТРД или в жидком расплавленном состоянии в ЖРД. Считается, что топливо на основе нитрата гидроксиламмония может стать решением проблемы получения «зелёного топлива», поскольку по предварительным оценкам оно обладает на 50% большей эффективностью по сравнению с широко используемыми токсичными гидразином и гептилом.